# Trompetenzunge

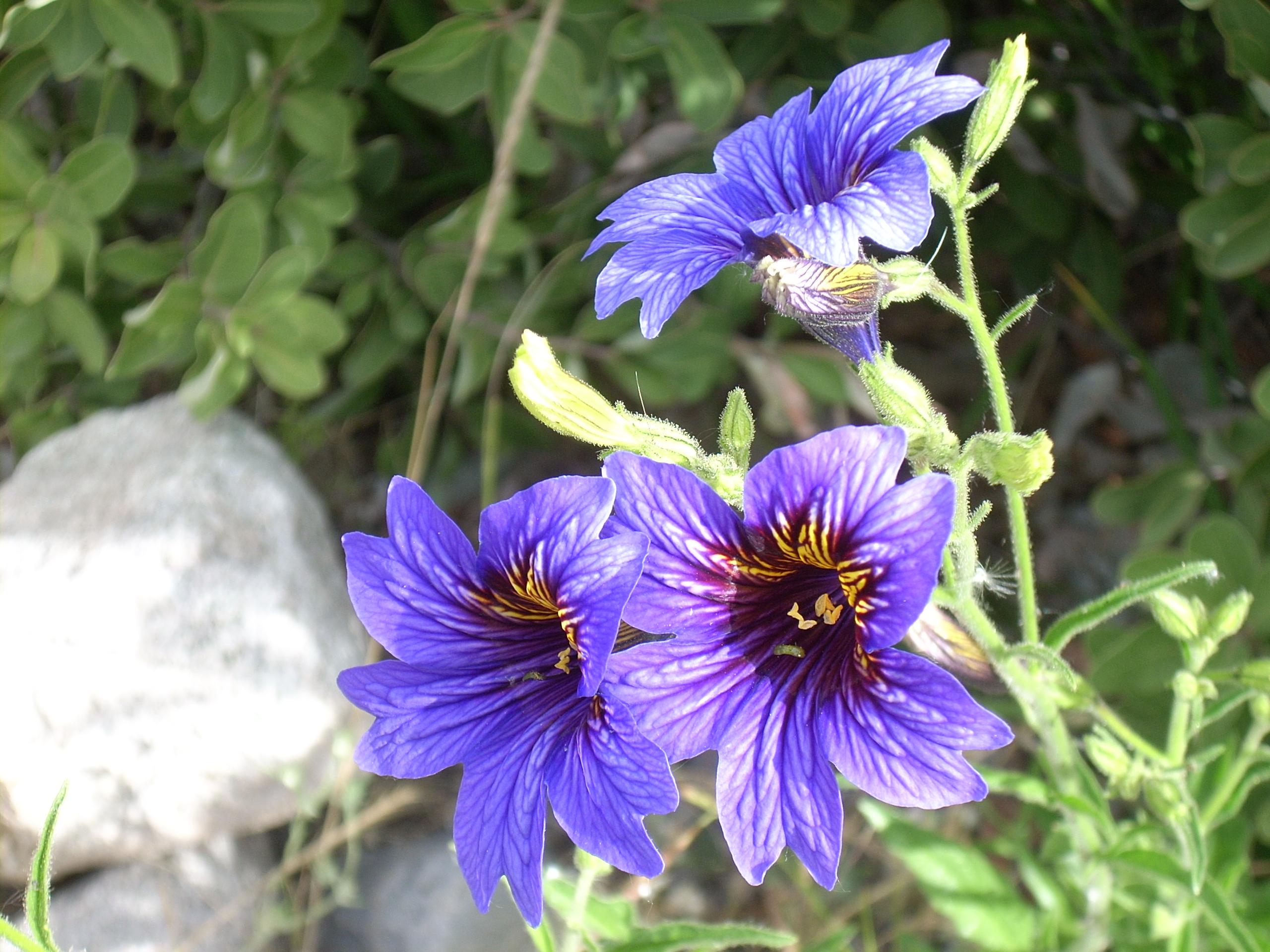
Blaue Form der Trompetenzunge in Chile

Die Trompetenzunge (Salpiglossis sinuata) ist eine Pflanzenart aus der Gattung der Trompetenzungen (Salpiglossis) in der Familie der Nachtschattengewächse (Solanaceae). Die Heimat der oft als Zierpflanze genutzten Art ist das mittlere Chile und Peru.

## Beschreibung
Die Trompetenzunge ist eine krautige Pflanze mit einer Wuchshöhe von bis über 1 m. Die Stängel sind klebrig-drüsig.
Die wechselständigen, kurz gestielten Laubblätter sind meist ganzrandig, nur die unteren sind gelappt oder grob gezähnt.
Die Blüten sind sehr auffällig und nicht duftend. Sie erscheinen end- oder achselständig und einzeln. Die fünfzähligen Blüten sind zwittrig mit doppelter Blütenhülle. Der fünfzipflige, becherförmige Kelch ist drüsig. Die Kronen haben einen Durchmesser von bis zu 6 cm, sind breit glockenförmig, sehr variabel gefärbt, von Weiß, Gelb, Orange, Rot bis Lila und stark geadert. Die fertilen, ungleich langen Staubblätter mit drüsigen Staubfäden sitzen tief in der Kronröhre. Daneben wird ein steriles Staminodium mit Antherode gebildet. Der Fruchtknoten ist oberständig, mit langem, hohlem Griffel mit lippenförmiger, gefurchter Narbe, es ist ein Diskus vorhanden.
Es werden kleine und vielsamige Kapselfrüchte gebildet. Die etwa 1 Millimeter großen Samen sind kantig und feinwärzlich.
Die Chromosomenzahl ist x = 11 beziehungsweise n = 22.

## Verbreitung
Das Hauptverbreitungsgebiet der Art befindet sich im mittleren Chile, erstreckt sich jedoch teilweise bis nach Peru. Sie wächst in Gebüschen, an Waldrändern und als Ruderalpflanze.

## Verwendung
Die Trompetenzunge wird in Gärten der gemäßigten Gebiete der Nordhalbkugel oft als Zierpflanze genutzt. Sie ist seit der ersten Hälfte des 19. Jahrhunderts in Kultur, es gibt zahlreiche Sorten mit unterschiedlichen Blütenfarben.